# والسیتو (کالیفرنیا)
والسیتو (به انگلیسی: Vallecito) یک منطقهٔ مسکونی در ایالات متحده آمریکا است که در شهرستان کالاوراس، کالیفرنیا واقع شده‌است. والسیتو ۲۲٫۱۸۴ کیلومتر مربع مساحت و ۴۴۲ نفر جمعیت دارد و ۵۳۷ متر بالاتر از سطح دریا واقع شده‌است.